# Typhonium huense
Typhonium huense là một loài thực vật có hoa trong họ Ráy (Araceae). Loài này được Nguyen & Croat miêu tả khoa học đầu tiên năm 1997 publ. 1998.